# Rimberg (Winterberg)

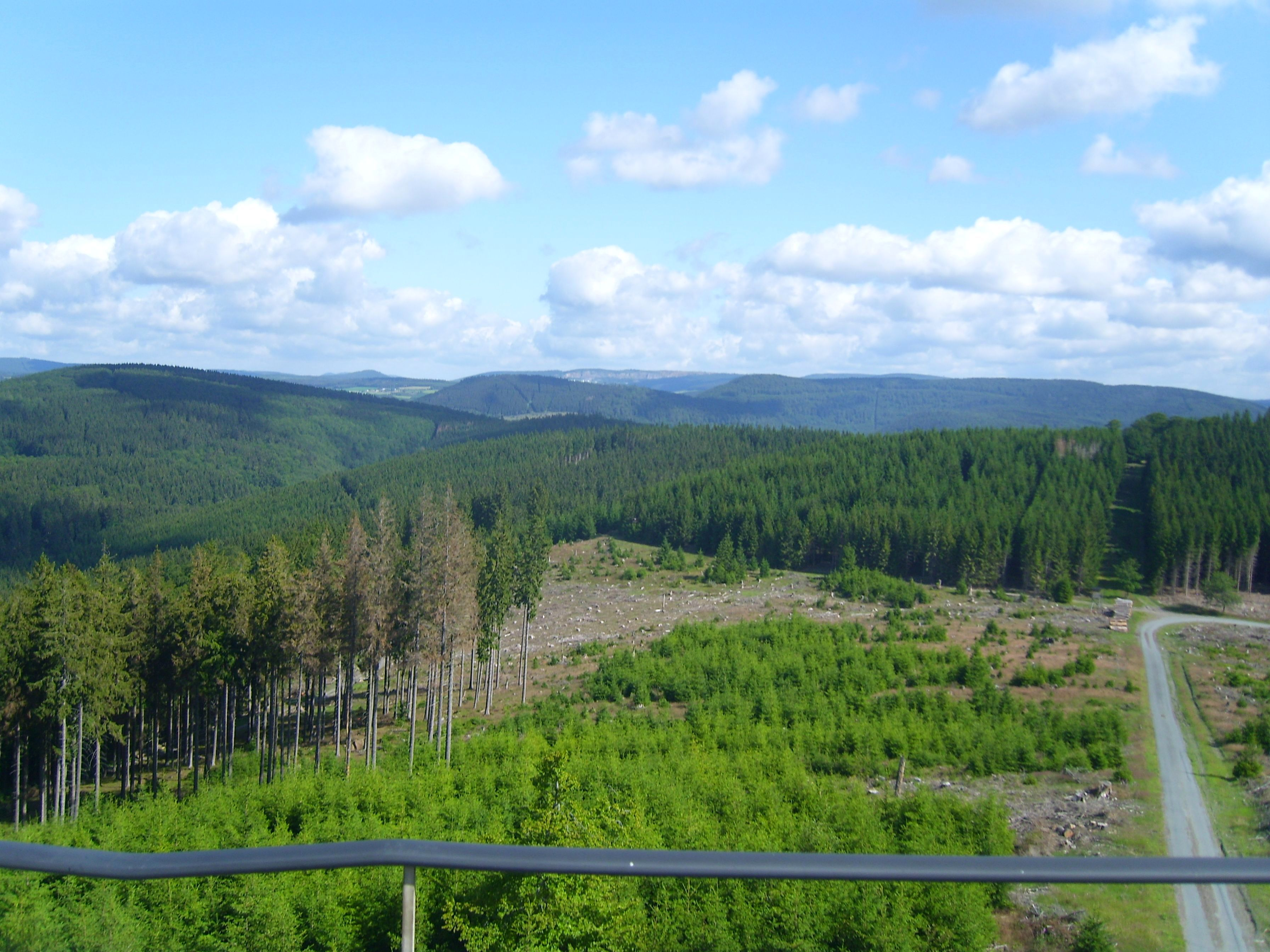
Der Rimberg (halblinks im Hintergrund) vom 11 km entfernten Bollerberg aus zwischen Hoher Seite (links) und Alter Grimme (links der Mitte), in der rechten Bildhälfte der Reetsberg, in der mittigen Lücke der Clemensberg, ganz links im Hintergrund die Nordhelle

Der Rimberg bei Niedersfeld im nordrhein-westfälischen Hochsauerlandkreis ist ein 764,6 m ü. NHN hoher Berg im Rothaargebirge.
Der Berg, auf dem der derzeit gesperrte Aussichtsturm Rimbergturm steht, ist aufgrund seiner 8 km langen Loipe, die Anschluss an die Loipen bei Grönebach und Hildfeld aufweist, beliebtes Langlaufgebiet.

## Geographie

### Lage
Der Rimberg liegt im Nordostteil des Rothaargebirges im Hochsauerland rund 3,5 km westlich der Grenze zum Nordwestteil Hessens und dortigen Upland. Sein Gipfel erhebt sich 1,7 km südsüdöstlich von Niedersfeld, 1,9 km westnordwestlich von Hildfeld und 2,4 km (je Luftlinie) nordnordwestlich von Grönebach, drei nördlichen Stadtteilen von Winterberg. Direkt vorbei am Berg fließen im Westen entlang der Grenze zum Naturpark Sauerland-Rothaargebirge der Oberlauf der Ruhr und im Osten der Hillebach, an dem nördlich des Bergs der Hillestausee liegt und der in Niedersfeld in die Ruhr mündet.
Nachbarberge des bewaldeten Rimbergs sind Öhrenstein (792,1 m) und Auf dem Sternrodt (789,4 m) im Norden (beide jenseits des Hilletals), Langenberg (843,2 m) im Nordnordosten, Clemensberg (ca. 837 m) im Ostnordosten, Hillekopf (804,9 m) im Ostsüdosten, Rimbergkopf (715,8 m) und Auf der Hütte (714,8 m) im Süden (beides Rimberg-Ausläufer) sowie jeweils jenseits des Ruhrtals Voßmeskopf (662,9 m) im Südsüdwesten, Eschenberg (724,7 m) im Westsüdwesten, Hoher Hagen (729 m) im Westen und Kahlenberg (732,8 m) im Nordwesten.

### Naturräumliche Zuordnung
Der Rimberg gehört in der naturräumlichen Haupteinheitengruppe Süderbergland (Nr. 33), in der Haupteinheit Rothaargebirge (mit Hochsauerland) (333) und in der Untereinheit Winterberger Hochland (333.5) zum Naturraum Nordheller Höhen (333.57). Die Landschaft fällt nach Osten in den Naturraum Harfeld (Winterberger Hochmulde) (333.56) ab.

## Berggipfel und Türme
Der Rimberggipfel (764,5 m) liegt rund 20 m östlich eines auf 763 m Höhe gelegenen trigonometrischen Punkts.
Wenige Meter südlich des Gipfels steht der hölzerne Rimbergturm, ein derzeit gesperrter Aussichtsturm, von dem sich ansonsten Aussicht im Rothaargebirge bietet. Etwa 250 m nordnordwestlich des Turms befindet sich auf rund 705 m Höhe ein Sendeturm und knapp 60 m südöstlich davon auf etwa 730 m Höhe eine Schutzhütte.

## Schutzgebiete
Auf Teilen des Rimbergs liegt das Naturschutzgebiet Rimberg (CDDA-Nr. 389872; 2008 ausgewiesen; 26 ha groß), westlich des Bergs das NSG Oberes Ruhrtal (CDDA-Nr. 389850; 2008; 55 ha) mit dortigem Fauna-Flora-Habitat-Gebiet Ruhr (FFH-Nr. 4614-303; 5,26 km²) und östlich das NSG Irrgeister (CDDA-Nr. 389797; 2008; 38 ha) mit dortigem FFH-Gebiet Wiesen im Springebach- und Hillebachtal bei Niedersfeld (FFH-Nr. 4717-304; 1,16 km²). Auf dem Berg befinden sich Teile des Landschaftsschutzgebiets Teilgebiet der Stadt Winterberg (CDDA-Nr. 325127; 1994; 75,32 km²).

## Verkehr und Wandern
Unmittelbar vorbei am Rimberg führen im Westen entlang der Ruhr die Bundesstraße 480 (Winterberg–Niedersfeld) und im Osten entlang des Hillebachs die Landesstraße 872 (Niedersfeld–Hildfeld). Der Berggipfel ist auf Waldwegen zu erreichen. Durch Niedersfeld und, ein Stück im Ruhrtal, westlich vorbei am Berg verläuft der Europäische Fernwanderweg E1.